# 范特西Plus
《范特西Plus》即范特西EP是台灣男歌手周杰倫的第1張迷你专辑，由博德曼音樂于2001年12月24日發行，收錄周杰倫在桃園巨蛋演唱會上，重新演唱吳宗憲的《你比從前快樂》、咻比嘟嘩的《世界末日》及許茹芸為世界展望會獻唱的《蝸牛》三首歌曲與MV，以及范特西專輯10首歌曲的MV。

## 曲目
| CD   | CD           | CD     |
| 曲序 | 曲目         |        |
| ---- | ------------ | ------ |
| 1.   | 蝸牛         | 周杰倫 |
| 2.   | 你比從前快樂 | 方文山 |
| 3.   | 世界末日     | 周杰倫 |

| DVD  | DVD                      |
| 曲序 | 曲目                     |
| ---- | ------------------------ |
| 1.   | 愛在西元前（音乐影片）   |
| 2.   | 爸 我回來了（音乐影片）  |
| 3.   | 簡單愛（音乐影片）       |
| 4.   | 忍者（音乐影片）         |
| 5.   | 開不了口（音乐影片）     |
| 6.   | 上海一九四三（音乐影片） |
| 7.   | 對不起（音乐影片）       |
| 8.   | 威廉古堡（音乐影片）     |
| 9.   | 雙截棍（音乐影片）       |
| 10.  | 安靜（音乐影片）         |
| 11.  | 蝸牛（音乐影片）         |
| 12.  | 你比從前快樂（音乐影片） |
| 13.  | 世界末日（音乐影片）     |

## 外部連結
- . 杰威爾音樂.   [2013-08-01]. （原始内容存档于2016-03-04） （中文（臺灣））.